# Église Saint-Vincent-de-Paul de Reims
Pour les articles homonymes, voir Église Saint-Vincent-de-Paul.
L'église Saint-Vincent-de-Paul à Reims, située 1 rue de Brazzaville. Elle est dédiée à saint Vincent de Paul. Elle est labellisée Architecture contemporaine remarquable en 2000, succédant le Label « Patrimoine du XXe siècle ».

## Historique
Le quartier de l'Europe est construit pour répondre à l'explosion démographique de la fin des années 1960. 
Le chantier débutera en octobre 1967.
L'église est inaugurée en 1969.

## Caractéristiques
La construction est entièrement en béton. Le toit est en terrasse. 
L'église présente un plan centré circulaire avec un rez-de-chaussée surélevé pour mettre en perspective le bâtiment.
À l’intérieur, deux statues de vierge à l’enfant ont été réalisées par le sculpteur René Gourdon.
Elle a été labellisée « Patrimoine du XXe siècle » en 2015.